# Cyclodina alani
Cyclodina alani är en ödleart som beskrevs av  Joan Robb 1970. Cyclodina alani ingår i släktet Cyclodina och familjen skinkar. Inga underarter finns listade i Catalogue of Life.